# Liste der denkmalgeschützten Objekte in Stubenberg (Steiermark)
Die Liste der denkmalgeschützten Objekte in Stubenberg enthält die 17 denkmalgeschützten, unbeweglichen Objekte der Gemeinde Stubenberg im steirischen Bezirk Hartberg-Fürstenfeld.

## Denkmäler
| Foto |                 | Denkmal                                                                                       | Standort                                      | Beschreibung | Metadaten |
| ---- | --------------- | --------------------------------------------------------------------------------------------- | --------------------------------------------- | --- | --- |
| ja   | Datei hochladen | Schloss Herberstein HERIS-ID: 37461 Objekt-ID: 36623                                          | Buchberg 1 Standort KG: Buchberg              | Das Schloss liegt auf einem hohen Felsen oberhalb der Feistritzklamm. Es finden sich alle Stile von einem romanischen Portal über eine gotische Wendeltreppe bis hin zu barocken Stuckdecken. Die ältesten Bauteile stammen aus dem 12. Jahrhundert, Bergfried und Vorburg aus dem 14. Jahrhundert und im 16. und 17. Jahrhundert gab es bedeutende Erweiterungen, die auch den Effekt hatten, die um 1375 erbaute Katherinenkapelle in die Burg einzubeziehen. Von den Renaissance-Erweiterungen sind der Kanonenturm und der Kasemattenflügel bedeutend, von denen im 17. Jahrhundert der arkadenumstandene Florentinerhof sowie der Rittersaal, dessen Stuckaturen von Alexander Serenio stammen. Mit dem Glockenturm aus dem Jahr 1667 erhielt das Schloss seine heutige Außenerscheinung, Ende des Jahrhunderts wurden noch ein Gärtnerhaus und ein Meierhof angebaut. | BDA-Hist.: Q17591775 Status: Bescheid Stand der BDA-Liste: 2025-06-30 Name: Schloss Herberstein GstNr.: 455 Schloss Herberstein                                                              |
| ja   | Datei hochladen | Burgruine Herberstein HERIS-ID: 37462 Objekt-ID: 36624                                        | Buchberg 2, in der Nähe Standort KG: Buchberg | Rest eines Wehrturms auf der Anhöhe nördlich des Schlosses, der Bauzustand entspricht wohl dem 16./17. Jahrhundert. | BDA-Hist.: Q37975794 Status: Bescheid Stand der BDA-Liste: 2025-06-30 Name: Burgruine Herberstein GstNr.: 1 Wehrturm Herberstein                                                             |
| ja   | Datei hochladen | Hügelgräber Hofwald – Buchberg HERIS-ID: 47018 Objekt-ID: 49445                               | Hofwald Standort KG: Buchberg                 | Mehrere Hügelgräber „bei der Handsäule“ wurden beim Straßenbau 1956 zerstört. Dreieinhalb Grabhügel sind noch im Wald südlich der L414 Tiefenbacherstraße erkennbar. | BDA-Hist.: Q38025209 Status: Bescheid Stand der BDA-Liste: 2025-06-30 Name: Hügelgräber Hofwald – Buchberg GstNr.: 154/3, 154/2, 196/11, 117/2 Hügelgräber Hofwald Stubenberg                |
| ja   | Datei hochladen | Prähistorische Höhensiedlung am Kulm bei Weiz HERIS-ID: 111421 Objekt-ID: 129254              | Kulm/Weiz Standort KG: Freienberg             | Die prähistorische Höhensiedlung auf dem Kulm mit Wallanlage stammt aus dem ersten Jahrtausend vor Christus. Die Höhensiedlung erstreckt sich über die Gemeinden Stubenberg und Puch. Anmerkung: Als Reaktion auf die Unterschutzstellung des Objekts und daraus resultierender Haftung sowie Entwertung gemäß DSG verbot der Grundeigentümer ab 2010 allen Besuchern den Zutritt zum Objekt (weiträumige Umzäunung, Androhung von Besitzstörungsklagen). Seit 2015 ist der Kulm wieder zugänglich. | BDA-Hist.: Q37824210 Status: Bescheid Stand der BDA-Liste: 2025-06-30 Name: Prähistorische Höhensiedlung am Kulm bei Weiz GstNr.: 98/1, 98/2 Höhensiedlung am Kulm bei Weiz                  |
| ja   | Datei hochladen | Schloss Stubenberg (Kloster St. Josef der Franziskanerinnen) HERIS-ID: 37466 Objekt-ID: 36628 | Stubenberg 1 Standort KG: Stubenberg          | Schloss Stubenberg geht auf eine im 13. Jahrhundert errichtete Burg zurück, ab 1581 erfolgte ein Renaissance-Neubau. Der an drei Seten mit Arkaden umgebene rechteckige Innenhof ist von zwei Wohnflügeln, einem Festsaal und einem Laubengang mit Schießscharten umgeben. Drei der vier Ecktürme sind quadratisch, einer ist neuneckig. In den Hof führen zwei Renaissanceportale, im Süden sind noch Reste des Wassergrabens erhalten. Die Burgkapelle wurde um 1760 barockisiert. Mitte des 20. Jahrhunderts fungierte das Gebäude einige Jahrzehnte lang als Kloster. | BDA-Hist.: Q2243639 Status: Bescheid Stand der BDA-Liste: 2025-06-30 Name: Schloss Stubenberg (Kloster St. Josef der Franziskanerinnen) GstNr.: 117/2 Schloss Stubenberg (Stubenberg am See) |
| ja   | Datei hochladen | Ehem. Meierhof und Kellerstöckl von Schloss Stubenberg HERIS-ID: 14240 Objekt-ID: 10472       | Stubenberg 2 Standort KG: Stubenberg          | | BDA-Hist.: Q37744721 Status: Bescheid Stand der BDA-Liste: 2025-06-30 Name: Ehem. Meierhof und Kellerstöckl von Schloss Stubenberg GstNr.: .7, 74/2 Meierhof Stubenberg                      |
| ja   | Datei hochladen | Kath. Pfarrkirche hl. Nikolaus HERIS-ID: 51907 Objekt-ID: 57727                               | Stubenberg 4 Standort KG: Stubenberg          | Die Pfarrkirche wurde in den Jahren 1760–1766 wahrscheinlich von Josef Hueber im spätbarocken Stil neu erbaut. Sie weist einen einjochigen Chor mit Halbkreisschluss, ein zweijochiges Langhaus sowie einen Westturm auf. Die spätbarocke Einrichtung stammt aus der zweiten Hälfte des 18. Jahrhunderts. Das Altarblatt Mariä Himmelfahrt malte Johann Cyriak Hackhofer (1724). Bemerkenswert sind mehrere vorzügliche Grabsteine oststeirischer Adelsgeschlechter sowie das Epitaph Herberstein an der Südfront (siehe den entsprechenden Eintrag). | BDA-Hist.: Q20088117 Status: § 2a Stand der BDA-Liste: 2025-06-30 Name: Kath. Pfarrkirche hl. Nikolaus GstNr.: .11 Pfarrkirche hl. Nikolaus, Stubenberg am See                               |
| ja   | Datei hochladen | Herberstein-Epitaph und -Gruft HERIS-ID: 113162 Objekt-ID: 131410seit 2019                    | bei Stubenberg 4 Standort KG: Stubenberg      | Das Epitaph der Herberstein stammt aus dem dritten Viertel des 16. Jahrhunderts und wurde Mitte des 19. Jahrhunderts an die Südfront der Kirche versetzt. Er besteht aus einem Kruzifix, das von knienenden Figuren (links männlich in Rüstung, rechts weiblich) flankiert wird. | BDA-Hist.: Q105646976 Status: Bescheid Stand der BDA-Liste: 2025-06-30 Name: Herberstein-Epitaph und -Gruft GstNr.: .11 Herberstein-Epitaph, Stubenberg                                      |
| ja   | Datei hochladen | Pfarrhof HERIS-ID: 51908 Objekt-ID: 57728                                                     | Stubenberg 4 Standort KG: Stubenberg          | Der Pfarrhof wurde 1734–1736 erbaut. Anmerkung: Das auf demselben Grundstück stehende Wirtschaftsgebäude oder Pfarrstadel war bis 2012 mit dem Pfarrhof geschützt. | BDA-Hist.: Q38048124 Status: § 2a Stand der BDA-Liste: 2025-06-30 Name: Pfarrhof GstNr.: .10 Rectory Stubenberg am See                                                                       |
| ja   | Datei hochladen | Burg Neuhaus HERIS-ID: 37465 Objekt-ID: 36627                                                 | Stubenberg 55 Standort KG: Stubenberg         | Die Burg wurde Mitte des 14. Jahrhunderts erbaut und Ende des 17. Jahrhunderts erheblich verstärkt. Nach 1800 wurde sie aufgegeben, bis 1982 verfiel sie, seither wurde der Palas rekonstruiert. Die Burg ist turmlos, auf vier Wohngeschoßen ist ein Dachgeschoß aufgesetzt, Fenster gibt es nur an der windabgewandten Süd- und Ostseite. An der westlichen Schmalseite ist eine hohe und breite Schildmauer vorgebaut, die in zwei niedrige Nebengebäude übergeht. | BDA-Hist.: Q1013292 Status: Bescheid Stand der BDA-Liste: 2025-06-30 Name: Burg Neuhaus GstNr.: 369 Burg Neuhaus, Styria                                                                     |
| ja   | Datei hochladen | Bildstock HERIS-ID: 80853 Objekt-ID: 94608                                                    | Standort KG: Stubenberg                       | | BDA-Hist.: Q38174625 Status: § 2a Stand der BDA-Liste: 2025-06-30 Name: Bildstock GstNr.: 1041/1                                                                                             |
| ja   | Datei hochladen | Römerzeitlicher Grabhügel beim vulgo Haubenhofer HERIS-ID: 63381 Objekt-ID: 76021             | Haubenhofer vulgo Standort KG: Stubenberg     | Der römische Grabhügel stammt aus der Mitte des 2. bis in das 3. Jahrhundert. Ausgrabung und Restaurierung erfolgten 2002. Eine Steinplatte überspannt die rechteckige Grabkammer, in der ein steinernes Wandbord wohl zum Abstellen von Grabbeigaben diente. Zwei lange Mauern bilden den Zugang zur Grabkammer; dieser Zugang war ursprünglich mit Steinplatten abgedeckt. Die Grabinschrift wurde bei der Grabung vor dem Zugang gefunden, eine Kopie ist vor Ort zu sehen, und berichtet: „Gentilis, Sohn des Finitus, und (seine Gattin) Crispa, Tochter des Attus, (haben) zu Lebzeiten für sich und (ihre) im Alter von (…) Jahren (verstorbene) Tochter Censorina (das Grabmal errichtet)“. Trotz der Verwendung der lateinischen Sprache handelt es sich um eine einheimische Familie: Der Großvater Attus trägt noch einen keltischen Namen.                      | BDA-Hist.: Q38103067 Status: Bescheid Stand der BDA-Liste: 2025-06-30 Name: Römerzeitlicher Grabhügel beim vulgo Haubenhofer GstNr.: 704/2 Hügelgrab beim Haubenhofer, Stubenberg am See     |
| ja   | Datei hochladen | Sog. Knechthaus HERIS-ID: 70167 Objekt-ID: 83277                                              | Vockenberg 11 Standort KG: Vockenberg         | | BDA-Hist.: Q38124234 Status: Bescheid Stand der BDA-Liste: 2025-06-30 Name: Sog. Knechthaus GstNr.: 1098                                                                                     |
| ja   | Datei hochladen | Eisnerkapelle HERIS-ID: 70163 Objekt-ID: 83273                                                | bei Vockenberg 11 Standort KG: Vockenberg     | | BDA-Hist.: Q38124216 Status: Bescheid Stand der BDA-Liste: 2025-06-30 Name: Eisnerkapelle GstNr.: 1099                                                                                       |
| ja   | Datei hochladen | Ehem. Glojacher Meierhof HERIS-ID: 59533 Objekt-ID: 70893                                     | Vockenberg 49 Standort KG: Vockenberg         | Das 1612 errichtete Gebäude war Meierhof der Burg (Alt-)Schielleiten. Der Hof ist seit über 200 Jahren in bäuerlichem Besitz. | BDA-Hist.: Q38087606 Status: Bescheid Stand der BDA-Liste: 2025-06-30 Name: Ehem. Glojacher Meierhof GstNr.: 1104 Ehemaliger Glojacher Meierhof, Stubenberg                                  |
| ja   | Datei hochladen | Anlage Schloss (Neu-)Schielleiten HERIS-ID: 113443 Objekt-ID: 131783seit 2020                 | Vockenberg 81 Standort KG: Vockenberg         | Das Schloss ist ein bedeutender Bau des Spätbarock in der Steiermark und wurde ab 1730 für Max Rudolf Reichsgraf Wurmbrand-Stuppach erbaut, der sich aber dabei finanziell übernahm, so dass es nicht vollendet wurde und ein großer Teil der geplanten Innenausstattung nicht zur Ausführung kam. Der Architekt ist nicht bekannt, es wird aber Johann Georg Stengg zugeschrieben. Es besteht aus einem abgerundeten dreiachsigen Mittelpavillon und zwei Seitenrisalite. Das Erdgeschoß ist genutet, das lisenengegliederte Obergeschoß hat aufwändig mit abwechselnd Vasen und Muscheln geschmückte Fenster. Besonders aufwändig ist auch der Mittelpavillon geschmückt, in dem sich der Festsaal befindet, er weist auf beiden Seiten Kolossalpilaster und je eine Blendattika mit vier Figuren, an der Gartenseite auch eine stuckgefasste Uhr auf.                    | BDA-Hist.: Q2243361 Status: Bescheid Stand der BDA-Liste: 2025-06-30 Name: Anlage Schloss (Neu-)Schielleiten GstNr.: 9/3, 20/1, 1070, 1072, 1073, 1074, 1071 Schloss Schielleiten            |
| ja   | Datei hochladen | Burgruine Alt-Schielleiten/Schielleiten/Ober-Schielleiten HERIS-ID: 70170 Objekt-ID: 83280    | Vockenberg 82 Standort KG: Vockenberg         | Die Burg wurde Mitte des 13. Jahrhunderts errichtet, Mitte des 16. Jahrhunderts zum Renaissanceschloss umgebaut und nach dem Bau von Schloss Schielleiten nach 1730 aufgegeben. Allerdings wurde im 20. Jahrhundert ein Teil wieder bewohnbar gemacht. Vier Wohntrakte umschlossen einen rechteckigen Arkadenhof und waren von einer Ringmauer mit vier rechteckigen Türmen umgeben. | BDA-Hist.: Q445299 Status: Bescheid Stand der BDA-Liste: 2025-06-30 Name: Burgruine Alt-Schielleiten/Schielleiten/Ober-Schielleiten GstNr.: 615, 613/1, 1181 Altschielleiten                 |